# Microrregión de Vitória da Conquista
La microrregión de Vitória da Conquista es una de las  microrregiones del estado brasileño de la Bahia perteneciente a la Mesorregión del Centro-sur Baiano. Su población fue estimada en 2005 por el IBGE en 658.284 habitantes y está dividida en diecisiete municipios. Posee un área total de 18.693,218 km².

## Municipios
- Anagé
- Barra do Choça
- Belo Campo
- Boa Nova
- Bom Jesus da Serra
- Caatiba
- Caetanos
- Cândido Sales
- Dário Meira
- Ibicuí
- Iguaí
- Manoel Vitorino
- Mirante
- Nova Canaã
- Planalto
- Poções
- Vitória da Conquista

- Datos: Q2596721